# Unimation

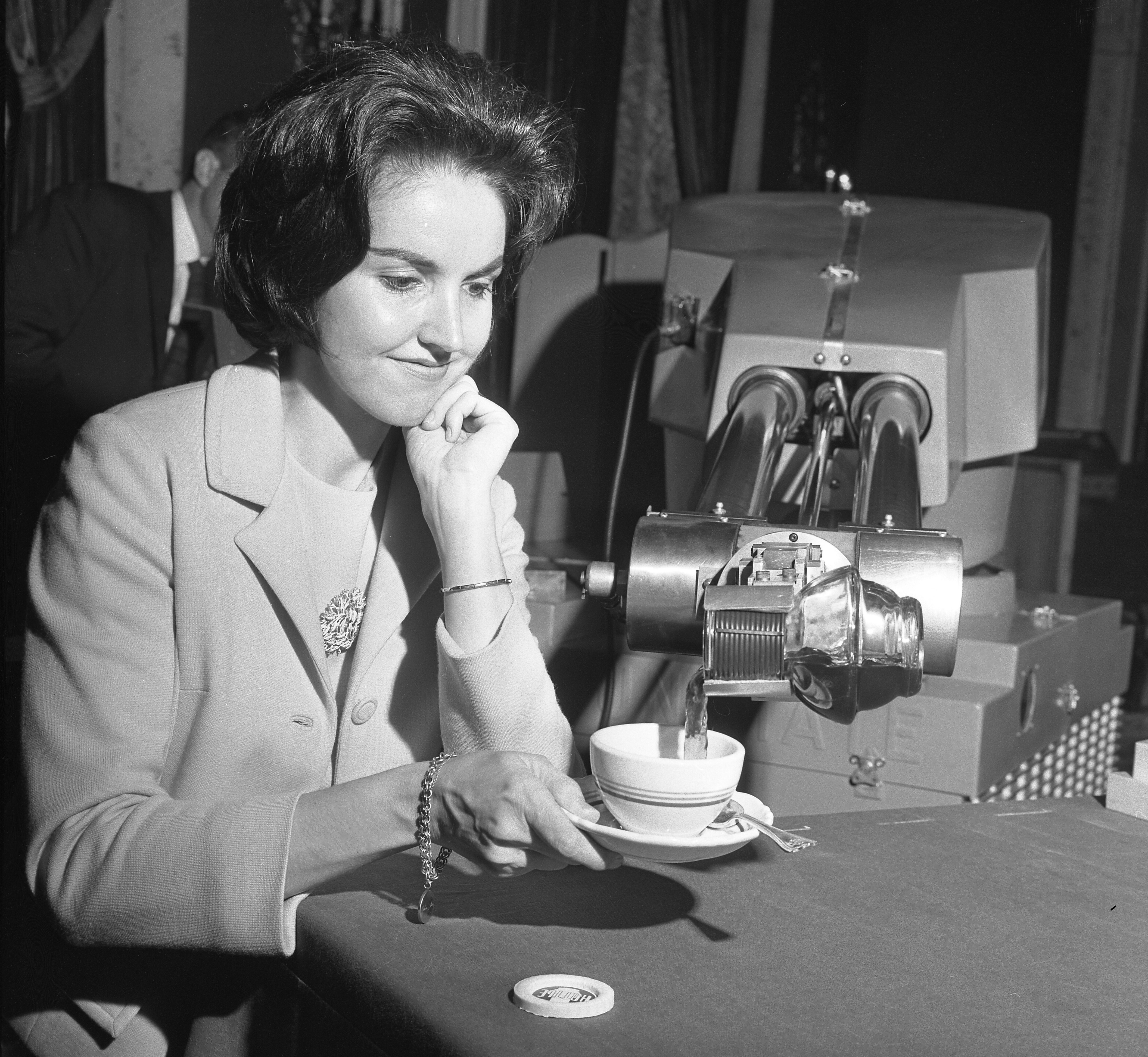
Unimate sirviendo café a una mujer en el Hotel Biltmore, 1967

Unimation fue la empresa que fabricó el robot industrial Unimate y por lo tanto el primer fabricante de robótica del mundo.
La compañía fue fundada en 1959 por los estadounidenses Joseph Engelberger y George Devol junto a un pequeño grupo de ingenieros y programadores de la universidad de Stanford, que dos años después, en 1961, instalaron el primer robot industrial en una cadena de montaje de General Motors. Además del Unimate, la compañía desarrolló otros diseños entre los que destacó el brazo robotizado PUMA.
Unimation es la abreviatura del nombre oficial de la empresa que era Universal Automation Inc. (en español: Automatización Universal).